# GEMA (Sociedad de derechos de autor)
La Gesellschaft für musikalische Aufführungs- und mechanische Vervielfältigungsrechte (GEMA) es la entidad de defensa de los derechos de autor en Alemania, que se encarga de gestionar el canon con que se graban los dispositivos de almacenamiento de datos.